# Nyctemera arieticornis
Nyctemera arieticornis är en fjärilsart som beskrevs av Embrik Strand 1909. Nyctemera arieticornis ingår i släktet Nyctemera och familjen björnspinnare. Inga underarter finns listade i Catalogue of Life.